# Persone di nome Henry/Calciatori
| Questa pagina contiene informazioni ricavate automaticamente dalle voci biografiche con l'ausilio del template Bio e di un bot. L'aggiornamento è periodico e automatico e ricostruisce completamente la pagina. Se manca una persona in questa lista, sei pregato di non aggiungerla, ma accertati piuttosto che la sua voce biografica contenga il template Bio e che i dati anagrafici siano correttamente compilati. Se il template Bio manca, inseriscilo tu stesso o, in alternativa, metti l'avviso {{tmp\|Bio}} che ne segnala la mancanza. Se i dati riportati sono sbagliati, correggi direttamente la voce biografica; le modifiche saranno visibili in questa lista entro pochi giorni. Per chiarimenti vedi il progetto antroponimi. La lista contiene solo le 79 persone che sono citate nell'enciclopedia e per le quali è stato implementato correttamente il template Bio. Pagina aggiornata al 22 lug 2025. |

Questa è una lista di persone presenti nell'enciclopedia che hanno il nome Henry e sono calciatori.

## A(2)
- Henry Addo, calciatore ghanese (n. 2003)
- Henry Atola Meja, calciatore keniota (Kakamega, n. 2001)

## B(3)
- Harry Bamford, calciatore britannico (Bristol, n. 1920 - Bristol, † 1958)
- Henry Bonello, calciatore maltese (Pietà, n. 1988)
- Harry Burrows, ex calciatore inglese (Haydock, n. 1941)

## C(6)
- Henry Caicedo, calciatore colombiano (Cali, n. 1951 - Calì, † 2023)
- Henry Camara, calciatore guineano (Bonneuil-sur-Marne, n. 2006)
- Henry Cameron, ex calciatore neozelandese (Lytham St Annes, n. 1997)
- Harry Chambers, calciatore inglese (Willington Quay, n. 1896 - Shrewsbury, † 1949)
- Henry Cockburn, calciatore inglese (Ashton-under-Lyne, n. 1921 - Mossley, † 2004)
- Henry Cursham, calciatore inglese (Wilford, n. 1859 - † 1941)

## E(2)
- Henry Elliott, calciatore inglese
- Henry Enamorado, ex calciatore honduregno (Santa Bárbara, n. 1977)

## F(6)
- Henry Fa'arodo, ex calciatore salomonese (Honiara, n. 1982)
- Harry Farrell, calciatore statunitense (Filadelfia, n. 1902 - Mantua, † 1980)
- Henry France, calciatore ghanese (n. 1947 - † 2005)
- Henry Françillon, ex calciatore haitiano (Port-au-Prince, n. 1946)
- Henry From, calciatore e allenatore di calcio danese (Århus, n. 1926 - Århus, † 1990)
- Henry Figueroa, calciatore honduregno (Balfate, n. 1992)

## G(2)
- Henry Giménez, calciatore uruguaiano (Durazno, n. 1986)
- Harry Gregg, calciatore e allenatore di calcio nordirlandese (Tobermore, n. 1932 - Coleraine, † 2020)

## H(7)
- Harry Haddock, calciatore scozzese (Glasgow, n. 1925 - † 1998)
- Henry Hammond, calciatore inglese (Bath, n. 1866 - Edimburgo, † 1910)
- Harry Hardy, calciatore inglese (Stockport, n. 1895 - Rugby, † 1969)
- Henry Haslam, calciatore britannico (Worksop, n. 1879 - Nottingham, † 1942)
- Henry Healless, calciatore inglese (Blackburn, n. 1893 - † 1972)
- Henry Henriksen, calciatore norvegese (n. 1921 - † 1984)
- Henry Hernández, calciatore salvadoregno (San Salvador, n. 1985)

## I(1)
- Henry Isaac, ex calciatore nigeriano (Owerri, n. 1980)

## J(4)
- Henry Jameson, calciatore statunitense (St. Louis, n. 1883 - Pittsburgh, † 1938)
- Henry Johannessen, calciatore norvegese (Glemmen, n. 1923 - Fredrikstad, † 2005)
- Henry Johansen, calciatore norvegese (Oslo, n. 1904 - Oslo, † 1988)
- Harry Johnston, calciatore e allenatore di calcio inglese (Manchester, n. 1919 - Manchester, † 1973)

## K(4)
- Henry Kessler, calciatore statunitense (New York, n. 1998)
- Henry Kisekka, calciatore ugandese (Kampala, n. 1989)
- Henry Koto, ex calciatore salomonese (n. 1972)
- Henry Källgren, calciatore svedese (Norrköping, n. 1931 - † 2005)

## L(8)
- Henry Lapczyk, ex calciatore paraguaiano (Fernando de la Mora, n. 1978)
- Henry Largie, calciatore giamaicano (Kingston, n. 1940 - † 2020)
- Henry Lawrence, calciatore inglese (Southwark, n. 2001)
- Henry Lawrie, calciatore argentino
- Harry Littlewort, calciatore inglese (Ipswich, n. 1882 - Londra, † 1934)
- Henry López Báez, ex calciatore uruguaiano (Montevideo, n. 1967)
- Henry David López Guerra, ex calciatore guatemalteco (Città del Guatemala, n. 1992)
- Harry Low, calciatore scozzese (Aberdeen, n. 1882 - Sunderland, † 1920)

## M(10)
- Henry Makinwa, ex calciatore nigeriano (Lagos, n. 1977)
- Henry Maradiaga, calciatore nicaraguense (n. 1990)
- Henry Martín, calciatore messicano (Mérida, n. 1992)
- Henry McCully, ex calciatore scozzese (Motherwell, n. 1948)
- Henry Medina, calciatore guatemalteco (Nueva Concepción, n. 1981)
- Matías Mier, calciatore uruguaiano (Montevideo, n. 1990)
- Henry Heroki Mochizuki, calciatore giapponese (Fujimino, n. 2001)
- Henry Mosquera, calciatore colombiano (Quibdó, n. 2001)
- Nyambe Mulenga, calciatore zambiano (Chingola, n. 1987)
- Heini Müller, calciatore svizzero

## N(3)
- Henry Newton, ex calciatore inglese (Nottingham, n. 1944)
- Henry Niño, calciatore nicaraguense (Santiago de los Caballeros de León, n. 1997)
- Henry Nwosu, ex calciatore nigeriano (n. 1963)

## O(3)
- Henry Okebugwu, calciatore nigeriano (Umuahia, n. 1998)
- Henry Onwuzuruike, ex calciatore nigeriano (Enugu, n. 1979)
- Henry Onyekuru, calciatore nigeriano (Onitsha, n. 1997)

## P(4)
- Harry Parkes, calciatore inglese (Birmingham, n. 1920 - Solihull, † 2009)
- Henry Patta, calciatore ecuadoriano (Quito, n. 1987)
- Henry Pernía, calciatore venezuelano (Turén, n. 1990)
- Henry Pupi, calciatore samoano (n. 1993)

## Q(1)
- Henry Quinteros, ex calciatore peruviano (Lima, n. 1977)

## R(3)
- Harry Redknapp, ex calciatore e allenatore di calcio inglese (Londra, n. 1947)
- Henry Reinholdt, calciatore norvegese (Skien, n. 1890 - Skien, † 1980)
- Henry Romero, calciatore salvadoregno (Santa Rosa de Lima, n. 1991)

## S(2)
- Henry Shindika, ex calciatore tanzaniano (Mwanza, n. 1985)
- Henry Smith, ex calciatore scozzese (Lanark, n. 1956)

## U(2)
- Henry Uche, ex calciatore nigeriano (Lagos, n. 1990)
- Henry Uzochukwu, calciatore nigeriano (Obosi, n. 1999)

## V(2)
- Henry Viáfara, ex calciatore colombiano (Puerto Tejada, n. 1953)
- Harry Vos, calciatore olandese (L'Aia, n. 1946 - Delft, † 2010)

## W(3)
- Henry Wace, calciatore inglese (Shrewsbury, n. 1853 - † 1947)
- Harry Welfare, calciatore e allenatore di calcio inglese (Liverpool, n. 1888 - Angra dos Reis, † 1966)
- Henry Wingo, calciatore statunitense (Seattle, n. 1995)

## Z(1)
- Henry Zambrano, ex calciatore colombiano (Soledad, n. 1973)